# 混合柱式

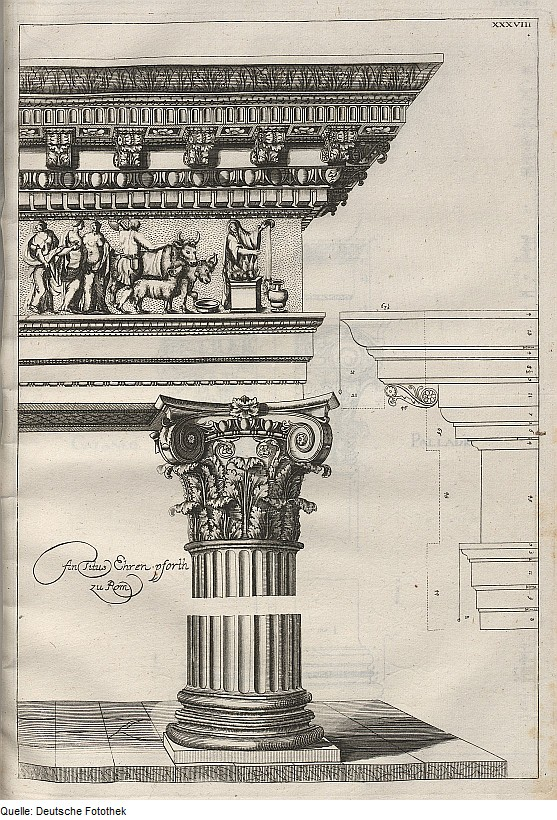
1695年製作，並保存在德國攝影插圖所顯示的混合柱式。

混合柱式是一种出现于古罗马时期的大理石柱样式，结合了爱奥尼亚和科林斯柱式的风格，柱首采用涡纹，以叶形装饰。

## 相关主题
- 多立克柱式
- 爱奥尼亚柱式
- 科林斯柱式
- 塔司干柱式

## 外部連結
- 维基共享资源上的相關多媒體資源：混合柱式
- Classical orders and elements